# Platyplastinx apodastos
Platyplastinx apodastos är en tvåvingeart som beskrevs av Quate och Brown 2004. Platyplastinx apodastos ingår i släktet Platyplastinx och familjen fjärilsmyggor. Inga underarter finns listade i Catalogue of Life.